# Toralf Nilsson
Toralf Nilsson, född 29 oktober 1966, är en svensk skådespelare, aktiv inom Glada Hudik-teatern, där han har varit med sedan starten 1996 och brukar vara huvudrollsinnehavare. Nilsson har bland annat uppträtt i Allsång på Skansen sommaren 2009 och blivit intervjuad i Nyhetsmorgons lördagsintervju på TV4 2007.